# Uhlandstraße 57 (Heilbronn)

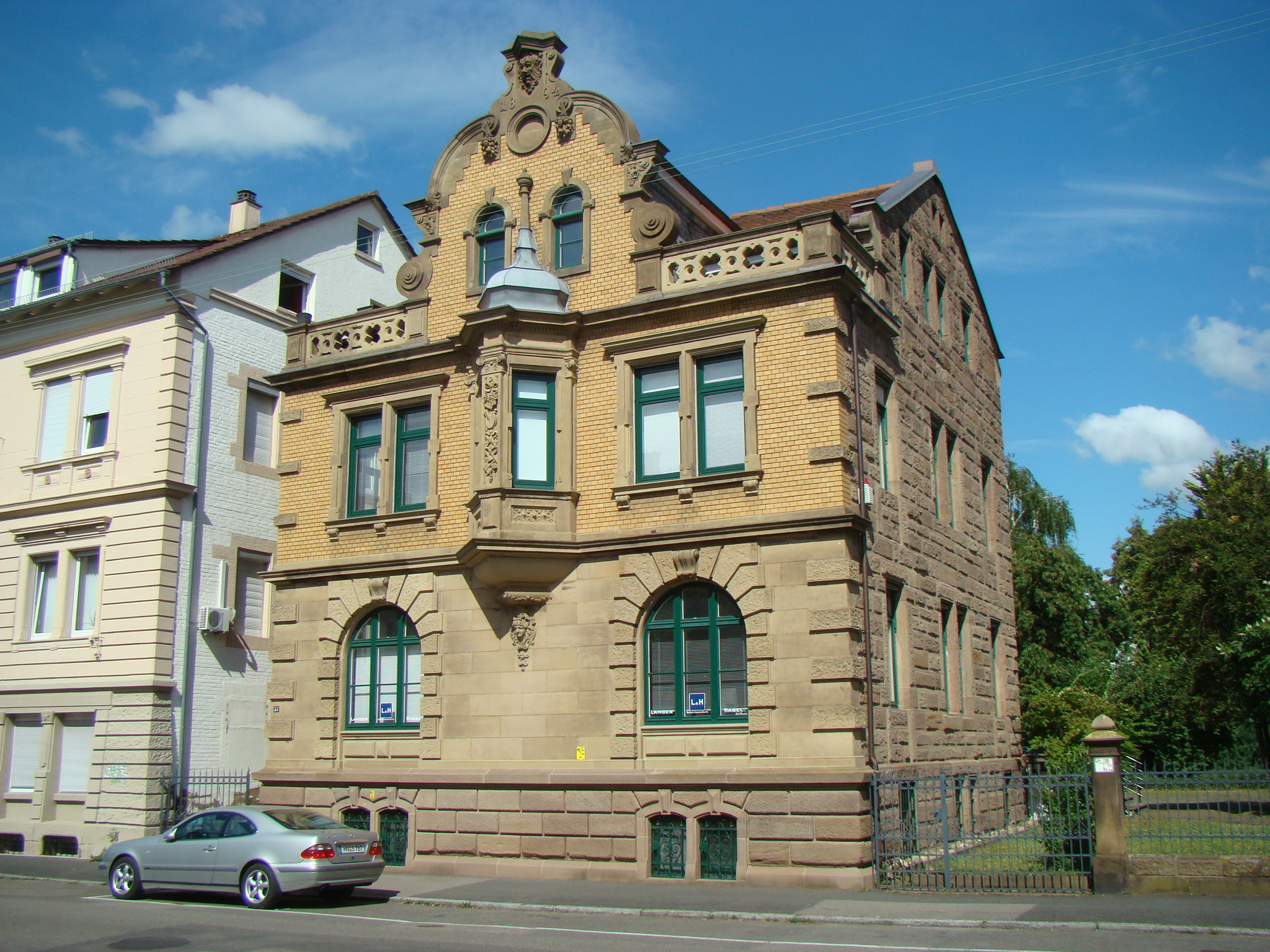
Haus Hubmann in Heilbronn

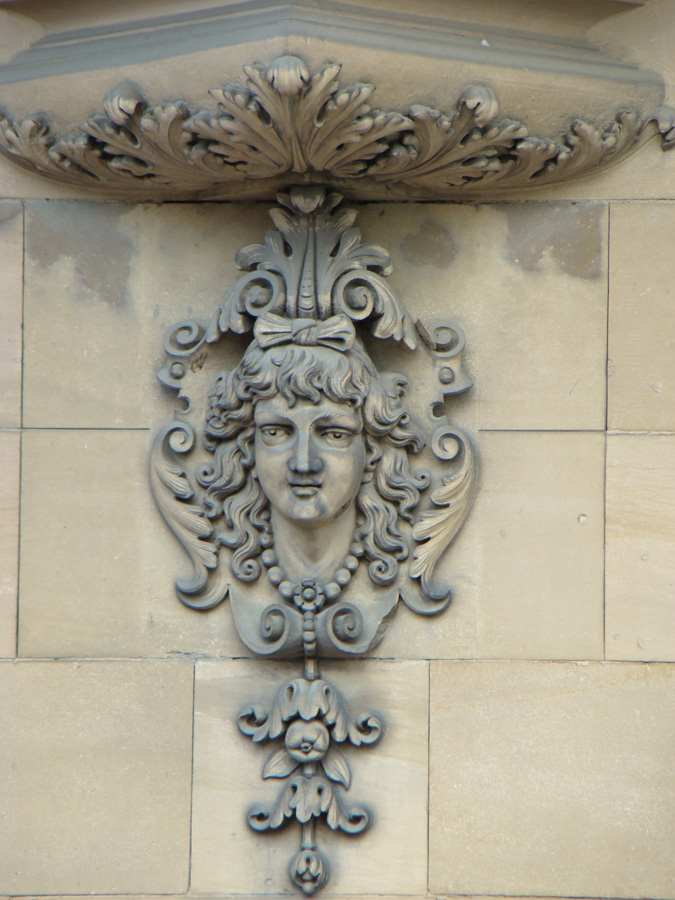
Detail

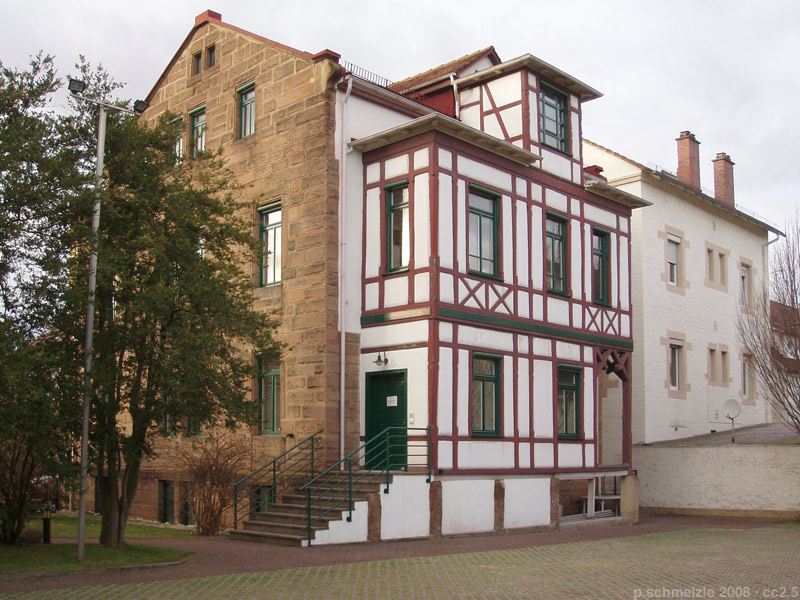
Haus Hubmann (Rückansicht)

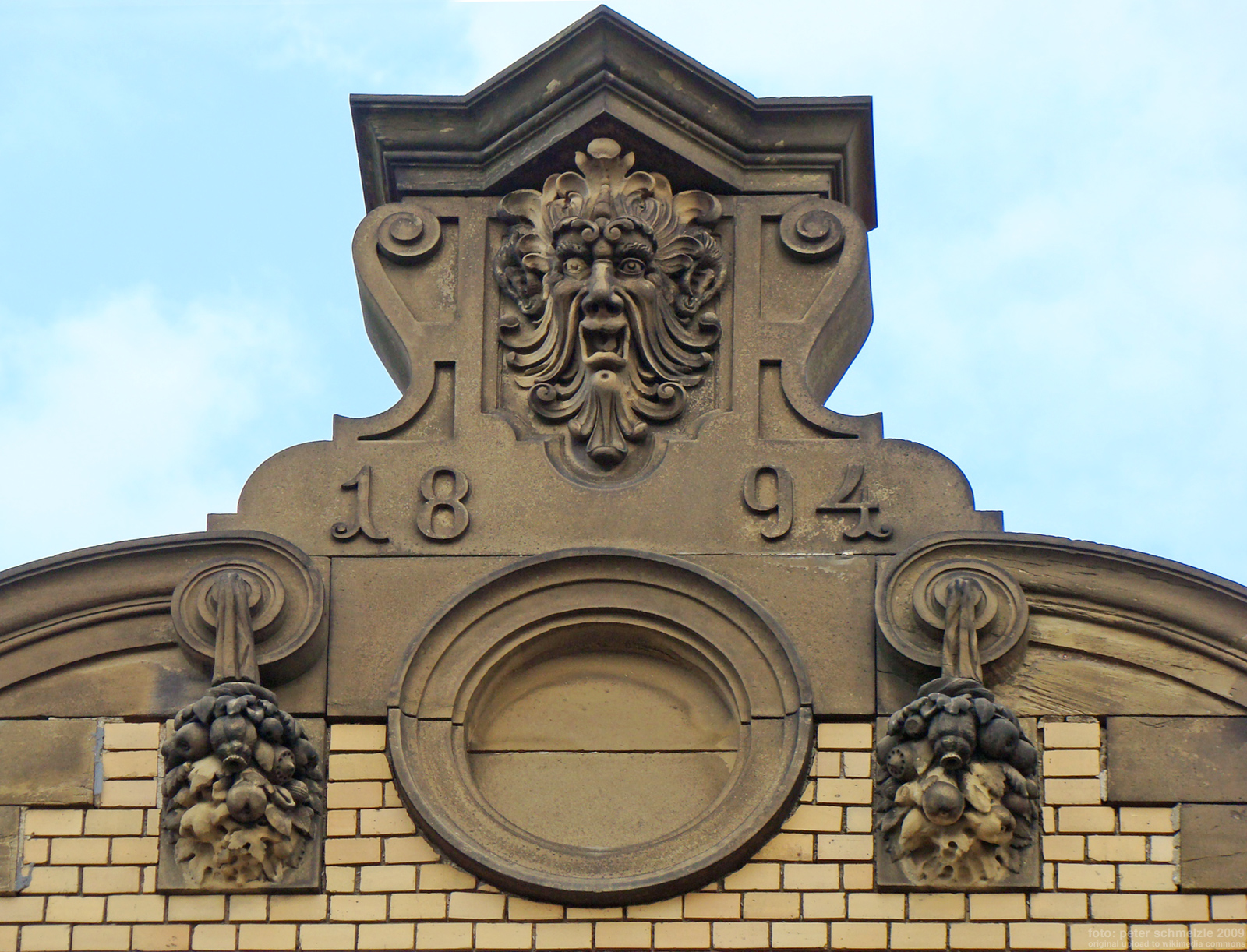
Datierung 1894

Das Haus Uhlandstraße 57 in Heilbronn ist ein denkmalgeschütztes Gebäude.

## Beschreibung
Das Gebäude war das Wohnhaus des Schreinermeisters Friedrich Hubmann und wurde 1894 nach dessen Plänen im Stil der Neorenaissance erbaut. Die Fassade wird in der Mitte durch einen polygonalen Erker gegliedert, der als oberen Abschluss eine Haubenbekrönung aufweist. Darüber befindet sich ein hoher geschweifter Giebel. Weiterhin befinden sich auf dem Dach Terrassen.

## Geschichte
Hubmann ließ 1898 noch das benachbarte Wohnhaus in der Uhlandstraße 61 nach Plänen von Ludwig Roth sowie das ebenfalls im Stil der Neorenaissance ausgestaltete und inzwischen auch denkmalgeschützte Hotel Hubmann in der Wilhelmstraße nach Plänen von August Dederer errichten.
Das Wohnhaus in der Uhlandstraße 57 war 1950 im Besitz von Bezirksnotar Eugen Baumann, der das Erdgeschoss nutzte. Im ersten und zweiten Stock waren jeweils zwei Wohnungen vermietet. 1961 war Baumann im Ruhestand, die Mietwohnungen im ersten und zweiten Stock umfassten nunmehr jeweils das gesamte Stockwerk.